# 大田線
大田線（テジョンせん）は、韓国鉄道公社（KORAIL）の鉄道路線のひとつ。大田広域市の京釜線大田駅と湖南線西大田駅を結ぶ短絡線で、京釜線の支線である。

## 概要
現在、大田線を通る定期旅客列車は設定されていない。
もともとは湖南線の起点は開業以来大田駅であり、大田 - 西大田間は湖南線の一部であった。しかし、京城（現在のソウル）と木浦を結ぶ直通列車は大田駅で進行方向を変えるため、機関車の付け替え作業が必要となり、不便であった。このため、1944年に梧井駅（現在は廃止）と西大田駅の間に単線の短絡線・梧井線が建設された。1978年1月、湖南線の複線化工事の竣工により梧井線は廃止され、代替として大田操車場 - 西大田駅間が開通、（旧）大田線と称された。（旧）大田線の開通以後は、ほとんどの列車が大田 - 西大田間（湖南線）を経由せずに大田操車場 - 西大田駅間（大田線）を通る運行形態が固定化した。
2004年4月1日のKTX開業に合わせ、線名と運行形態のねじれを解消すべく、線名が交換される形での変更が行われた。湖南線の起点は大田操車場となり、大田操車場 - 西大田駅間の（旧）大田線が湖南線に編入される一方、湖南線の一部であった大田 - 西大田間が大田線とされた。また、同時期に湖南線とあわせた電化が行われた。
旅客営業末期の定期列車としては、大田 - 光州間のムグンファ号1往復と、貨物列車4往復が運行されていたが、京釜高速線大田区間の工事のため、2013年1月から2014年2月までの間は運行が休止された。その後、湖南高速線開業に伴う運行形態の見直しにより、2015年4月1日をもって定期旅客列車の運行が終了した。

## 駅一覧
- ムグンファ号全列車大田線内全駅停車。
- 全線大田広域市内に所在。

| 駅名     | 駅名     | 駅間キロ (km) | 累計キロ (km) | 接続路線                                                                 | 所在地 |
| 日本語   | ハングル | 駅間キロ (km) | 累計キロ (km) | 接続路線                                                                 | 所在地 |
| -------- | -------- | ------------- | ------------- | ------------------------------------------------------------------------ | ------ |
| 大田駅   | 대전역   | 0.0           | 0.0           | 韓国鉄道公社：KTX京釜高速線・京釜線 大田広域市都市鉄道公社：●1号線 (104) | 東区   |
| 西大田駅 | 서대전역 | 5.7           | 5.7           | 韓国鉄道公社：湖南線                                                     | 中区   |